# Красное Озеро (Ульяновская область)
Кра́сное О́зеро — село в Новомалыклинском районе Ульяновской области. Входит в состав Новочеремшанского сельского поселения.

## География
Село находится на расстоянии примерно 23 км (по прямой) на северо-восток от села Новая Малыкла, административного центра района.

## Население
| 2010 |
| ---- |
| 0    |